# Neoperla jewetti
Neoperla jewetti är en bäcksländeart som beskrevs av Ignac Sivec 1984. Neoperla jewetti ingår i släktet Neoperla och familjen jättebäcksländor. Inga underarter finns listade i Catalogue of Life.